# Andzia
Andzia (oryg. Antje, 2001) – polsko-niemiecki serial animowany, emitowany od 3 września 2008 roku w Wieczorynce. Zawiera 26 odcinków. Od 1 lipca 2015 emitowany w paśmie Bajkowa TVS na antenie TVS, a od 6 lipca 2015 także na kanale Stopklatka TV.

## Wersja polska
Wersja polska: Studio Eurocom na zlecenie Orange Studio Reklamy

Reżyseria: Andrzej Bogusz

Dialogi: Anna Celińska

Dźwięk i montaż: Krzysztof Podolski

Kierownictwo produkcji: Marzena Omen-Wiśniewska

Wystąpili:
- Jolanta Wilk – Andzia
- Krzysztof Szczerbiński – Tygrysek
- Grzegorz Wons – Szyper
- Mikołaj Klimek – Niedźwiadek
- Jarosław Domin –
  - Zaczarowany książę (odc. 9),
  - Złodziej (odc. 10)
- Anna Wiśniewska – Czerwony Kapturek (odc. 9)
- Wojciech Paszkowski – Prezydentowicz (odc. 10)
- Krystyna Kozanecka
- Andrzej Bogusz
- Zygmunt Sierakowski
- Krzysztof Strużycki
- Joanna Orzeszkowska
- Leszek Zduń
- Włodzimierz Press
- Rafał Żabiński
- Cezary Kwieciński
- Dariusz Błażejewski
- Michał Konarski
- Elżbieta Kijowska

i inni

## Spis odcinków
| Premiera odcinka | N/o | Polski tytuł                           | Niemiecki tytuł                              |
| ---------------- | --- | -------------------------------------- | -------------------------------------------- |
|                  |     |                                        |                                              |
| Seria pierwsza   |     |                                        |                                              |
|                  |     |                                        |                                              |
| 03.09.2008       | 01  | Tajemnica potwora z Loch Ness          | Antje und das Geheimnis von Loch Ness        |
|                  |     |                                        |                                              |
| 10.09.2008       | 02  | Indyjski tygrys królewski              | Antje und der indische Königstiger           |
|                  |     |                                        |                                              |
| 17.09.2008       | 03  | Ziarno kakaowe Majów                   | Antje und die Kakaobohne der Maya            |
|                  |     |                                        |                                              |
| 24.09.2008       | 04  | Niedźwiadek na tropie Indian           | Antje und der kleine Bär am Marterpfahl      |
|                  |     |                                        |                                              |
| 30.09.2008       | 05  | Stary kuter                            | Antje und der alte Kutter von Rumskuddelkoog |
|                  |     |                                        |                                              |
| 08.10.2008       | 06  | Daleka droga na Księżyc                | Antje und der weite Weg zum Mond             |
|                  |     |                                        |                                              |
| 15.10.2008       | 07  | Fatamorgana                            | Antje und die Fata Morgana                   |
|                  |     |                                        |                                              |
| 22.10.2008       | 08  | Latający cyrk z Rosji                  | Antje und der fliegende Zirkus aus Russland  |
|                  |     |                                        |                                              |
| 29.10.2008       | 09  | Wrota do krainy baśni                  | Antje und das Tor zum Märchenland            |
|                  |     |                                        |                                              |
| 05.11.2008       | 10  | Knedlikowe święto w Pradze             | Antje und das große Knödelfest in Prag       |
|                  |     |                                        |                                              |
| 12.11.2008       | 11  | W poszukiwaniu berlińskiego powietrza  | Antje und die Suche nach der Berliner Luft   |
|                  |     |                                        |                                              |
| 19.11.2008       | 12  | Przygoda na Morzu Południowym          | Antje und das Abenteuer in der Südsee        |
|                  |     |                                        |                                              |
| 26.11.2008       | 13  | Rodzinne święto na Przylądku Północnym | Antje und das Familienfest am Nordkap        |
|                  |     |                                        |                                              |
| 03.12.2008       | 14  | Podwieczorek u królowej                | Antje und die Teestunde mit der Queen        |
|                  |     |                                        |                                              |
| 10.12.2008       | 15  | Przesyłka z Kanady                     | Antje und das Paket aus Kanada               |
|                  |     |                                        |                                              |
| 17.12.2008       | 16  | Australijski spadek                    | Antje und die Erbschaft in Australien        |
|                  |     |                                        |                                              |
| 07.01.2009       | 17  | Egipski amulet                         | Antje und das ägyptische Amulett             |
|                  |     |                                        |                                              |
| 21.01.2009       | 18  | W poszukiwaniu Atlantydy               | Antje und die Suche nach Atlantis            |
|                  |     |                                        |                                              |
| 14.01.2009       | 19  | Narciarska przygoda Tygryska           | Antje und die Skiferien in der Schweiz       |
|                  |     |                                        |                                              |
| 28.01.2009       | 20  | Płomień olimpijski                     | Antje und das olympische Feuer               |
|                  |     |                                        |                                              |
| 04.02.2009       | 21  | Niedźwiadek w Paryżu                   | Antje und der verliebte Bär in Paris         |
|                  |     |                                        |                                              |
| 30.03.2009       | 22  | Wielki mur niezgody                    | Antje und die chinesische Mauer              |
|                  |     |                                        |                                              |
| 18.02.2009       | 23  | Karnawał w Rio                         | Antje und der Karneval in Rio                |
|                  |     |                                        |                                              |
| 25.02.2009       | 24  | Krzywa wieża w Pizie                   | Antje und der schiefe Turm von Pisa          |
|                  |     |                                        |                                              |
| 02.04.2009       | 25  | Od zera do milionera                   | Antje und der Traum von Amerika              |
|                  |     |                                        |                                              |
| 26.05.2009       | 26  | W pogoni za wróżką                     | Antje und die rätselhaften Feen von Island   |
|                  |     |                                        |                                              |